# Protopone primigena
Protopone primigena är en myrart som beskrevs av Gennady M. Dlussky 1988. Protopone primigena ingår i släktet Protopone och familjen myror. Inga underarter finns listade i Catalogue of Life.